# Bree Runway
Bree Runway, pseudonimo di Brenda Wireko Mensa (Hackney, 18 novembre 1992), è una rapper e cantautrice britannica.
Nel 2018 firma un contratto con l'etichetta discografica EMI Records per poi, nel 2019, pubblicare il suo primo EP sotto etichetta, Be Runway. Seguirà nel novembre 2020 il suo mixtape di esordio 2000and4Eva.

## Carriera

### Esordi (2015-2018)
Nel novembre 2015, Runway pubblica indipendentemente il suo primo EP RNWY 01, che sarà seguito dal secondo EP di brani inediti Bouji, pubblicato nel maggio 2016.
Tuttavia il singolo di esordio Butterfly viene pubblicato nel novembre 2016 insieme al primo video musicale dell'artista, registrato a Dubai e diretto da Runway stessa.
Il secondo singolo What Do I Tell My Friends? viene pubblicato il 21 settembre 2017 insieme al videoclip. Tale singolo riceve maggiori ascolti tanto che il video musicale raggiunge più di 100 000 visualizzazioni.

### Contratto discografico e2000and4Eva(2018-presente)
Nel 2018 l'artista firma il contratto discografico con l'etichetta EMI Records e nel 2019 pubblica il singolo 2On, brano che verrà incluso nella classifica Top 50 Songs of 2019 del magazine Paper. Oltremodo tale brano viene anche utilizzato nella pubblicità per la campagna Toyota per l'automobile C-HR.
Un secondo singolo, Big Racks, viene pubblicato nel luglio 2019, in collaborazione con la rapper statunitense Brooke Candy. Entrambi i singoli vengono inseriti nel primo EP discografico dell'artista Be Runway, pubblicato il 16 agosto 2019. In completamento all'EP è stato pubblicato un terzo e ultimo singolo, All Night.
Nel marzo 2020 viene pubblicato il primo singolo estratto dal mixtape di esordio, Apeshit. Una versione censurata del brano, intitolata Ain't It, è stata usata come colonna sonora nel videogioco FIFA 21. Il 30 aprile dello stesso anno viene pubblicato il secondo singolo estratto, Damn Daniel, in collaborazione con la rapper statunitense Yung Baby Tate. Tale singolo è stato mandato in radio durante lo show di Annie Mac per BBC Radio 1 come "Hottest Record in the World".
Nel giugno 2020 Runway ha collaborato a un remix del singolo XS della cantautrice giapponese Rina Sawayama. Successivamente viene pubblicato un altro singolo, Gucci in collaborazione con la rapper statunitense Maliibu Miitch.
Nel settembre 2020 viene pubblicato il singolo Little Nokia che verrà classificato dal magazine Time come la quarta miglior canzone del 2020. Il 6 novembre viene infine pubblicato il mixtape 2000and4Eva contenente i singoli precedentemente pubblicati, tra cui una versione remix di Little Nokia, in collaborazione con Rico Nasty e il singolo ATM, in collaborazione con Missy Elliot.
Il 3 settembre 2021 viene pubblicato l'album di remix di Lady Gaga, Dawn of Chromatica, nel quale Runway è presente con il remix del brano Babylon, insieme a Jimmy Edgar. Nel 2022 pubblica i singoli Pressure, Somebody Like You e That Girl con relativi video musicali. A dicembre dello stesso anno l’extended play Woah, What a Blur! viene pubblicato e contiene 4 brani inediti.

## Discografia

### EP
- 2015 – RNWY 01
- 2016 – Bouji
- 2019 – Be Runway
- 2022 – Woah, What a Blur!

### Raccolte
- 2020 – 2000and4Eva

### Singoli

#### Come artista principale
- 2016 –  Butterfly
- 2017 – What Do I Tell My Friends?
- 2019 – 2On
- 2019 – Big Racks (feat. Brooke Candy)
- 2019 – All Night
- 2020 – Apeshit
- 2020 – Damn Daniel (feat. Yung Baby Tate)
- 2020 – Gucci (feat. Maliibu Miitch)
- 2020 – Little Nokia
- 2020 – ATM (feat. Missy Elliott)
- 2021 – Hot Hot
- 2022 – Pressure
- 2022 – Somebody Like You
- 2022 – That Girl
- 2023 - Be The One (con Khalid)

#### Come artista ospite
- 2018 – Word of Mouth (Metroplane feat. Bree Runway)
- 2019 – XS (Remix) (Rina Sawayama feat. Bree Runway)
- 2021 – Space Ghost Coast to Coast (Glass Animals feat. Bree Runway)

## Videografia

### Video musicali
| Anno | Titolo                             | Regista          |
| ---- | ---------------------------------- | ---------------- |
| 2016 | Butterfly                          | Brenda Mensa     |
| 2017 | What Do I Tell My Friends?         | Fred Rowson      |
| 2019 | 2On                                | Fred Rowson      |
| 2019 | Big Racks (feat. Brooke Candy)     | Fred Rowson      |
| 2019 | All Night                          | Tash Tung        |
| 2020 | Apeshit                            | Will Hooper      |
| 2020 | Damn Daniel (feat. Yung Baby Tate) | Gemma Yin        |
| 2020 | Gucci (feat. Maliibu Miitch)       | Tash Tung        |
| 2020 | Little Nokia                       | Ali Kurr         |
| 2021 | Hot Hot                            | Jocelyn Anquetil |
| 2022 | Pressure                           | Nadira Amrani    |
| 2022 | Somebody Like You                  | Claire Arnold    |
| 2022 | That Girl                          | Ruth Hogben      |